# スーダンの政党
スーダンの政党（スーダンのせいとう）は、スーダン共和国における政党の一覧である。

## 主要政党
- 統一民主自由党
- ナイル谷統一党
- 民主統一党
- 自由民主党 (Hizb AL-Demokhrateen AL-Ahrar)
- 国民民主同盟（国家民主同盟）
- イスラム社会党
- 国民イスラム戦線
- スーダン人民解放運動 (Sudan People's Liberation Movement/Al-Harakat Al-Shaabia Le Tahreer Al-Sudan)
- スーダン・バース党 （以前の親イラク派民兵組織）
- スーダン共産党
- ウンマ党 (Hizb al-Umma、Umma Party)
- スーダン国民同盟（英語版）

## スーダン南部の政党
- スーダン人民解放運動 (Sudan People's Liberation Movement/Al-Harakat Al-Shaabia Le Tahreer Al-Sudan)
- 統一民主スーダン・フォーラム
- スーダン・アフリカ政党連合1
- スーダン・アフリカ政党連合2
- 統一民主戦線
- 南スーダン民主フォーラム
- スーダン・アフリカ民族同盟（スーダン・アフリカ国民連合）

## かつて存在した政党
- スーダン社会連合
- 国民会議 (Al Muttamar al Watani) - 2019年解党[1]